# Acrida
Acrida är ett släkte av insekter. Acrida ingår i familjen gräshoppor.

## Bildgalleri

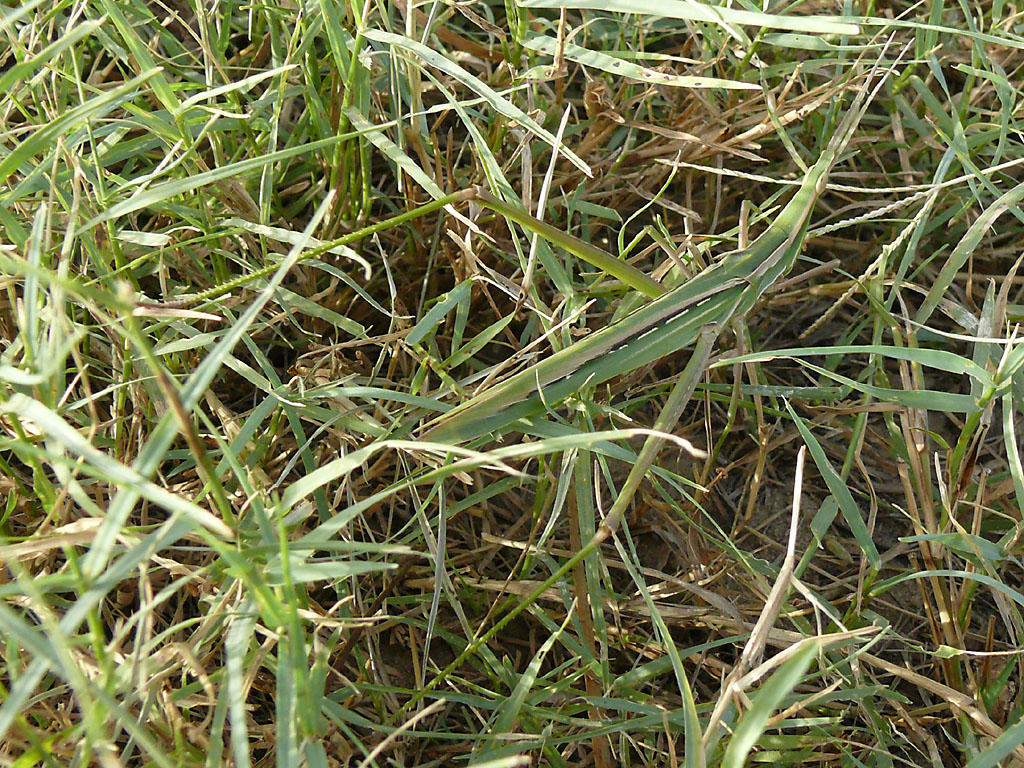
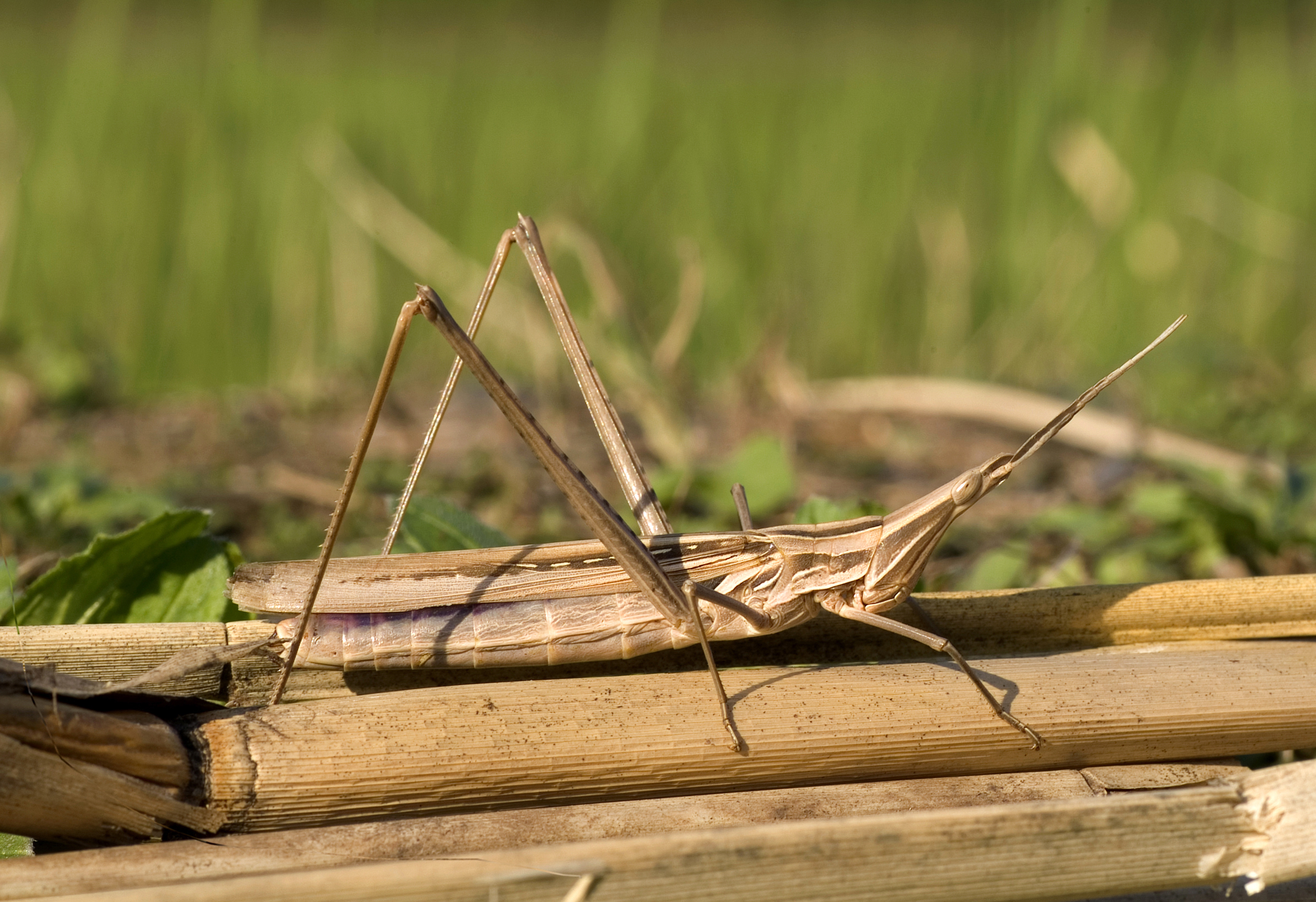
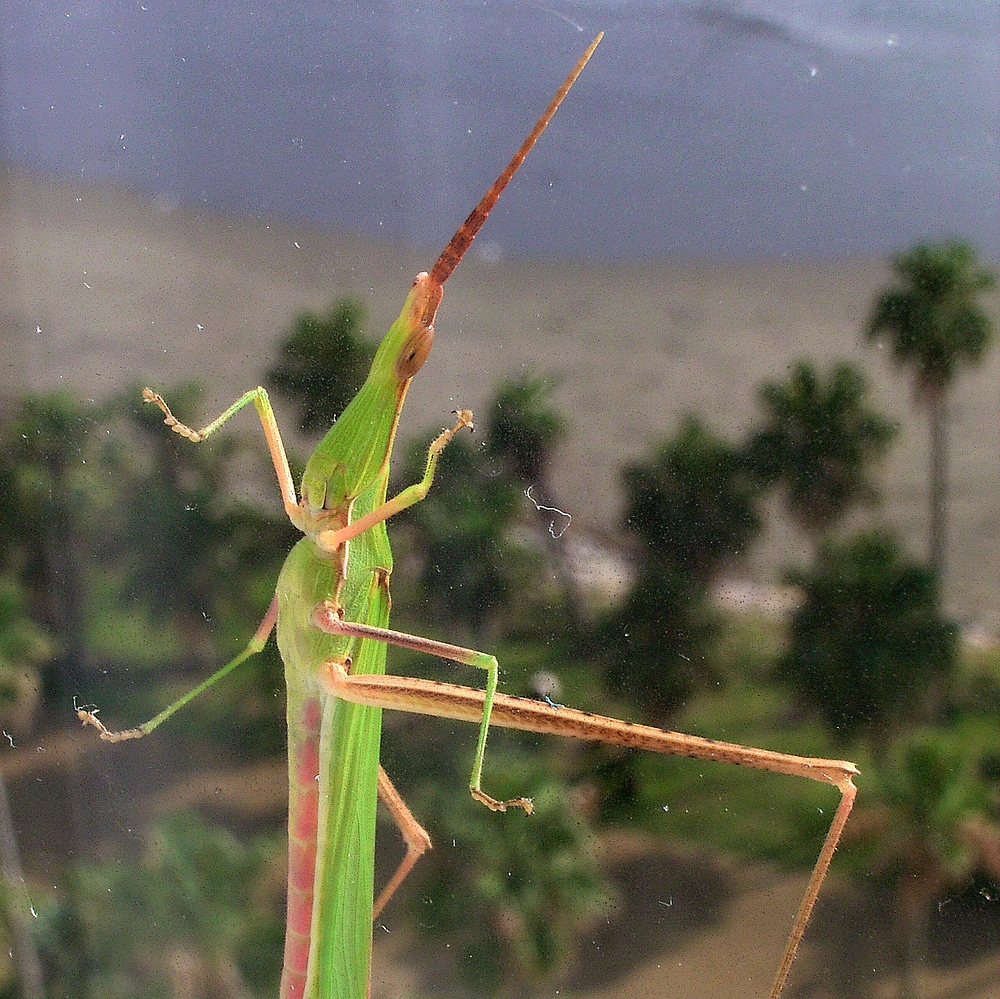
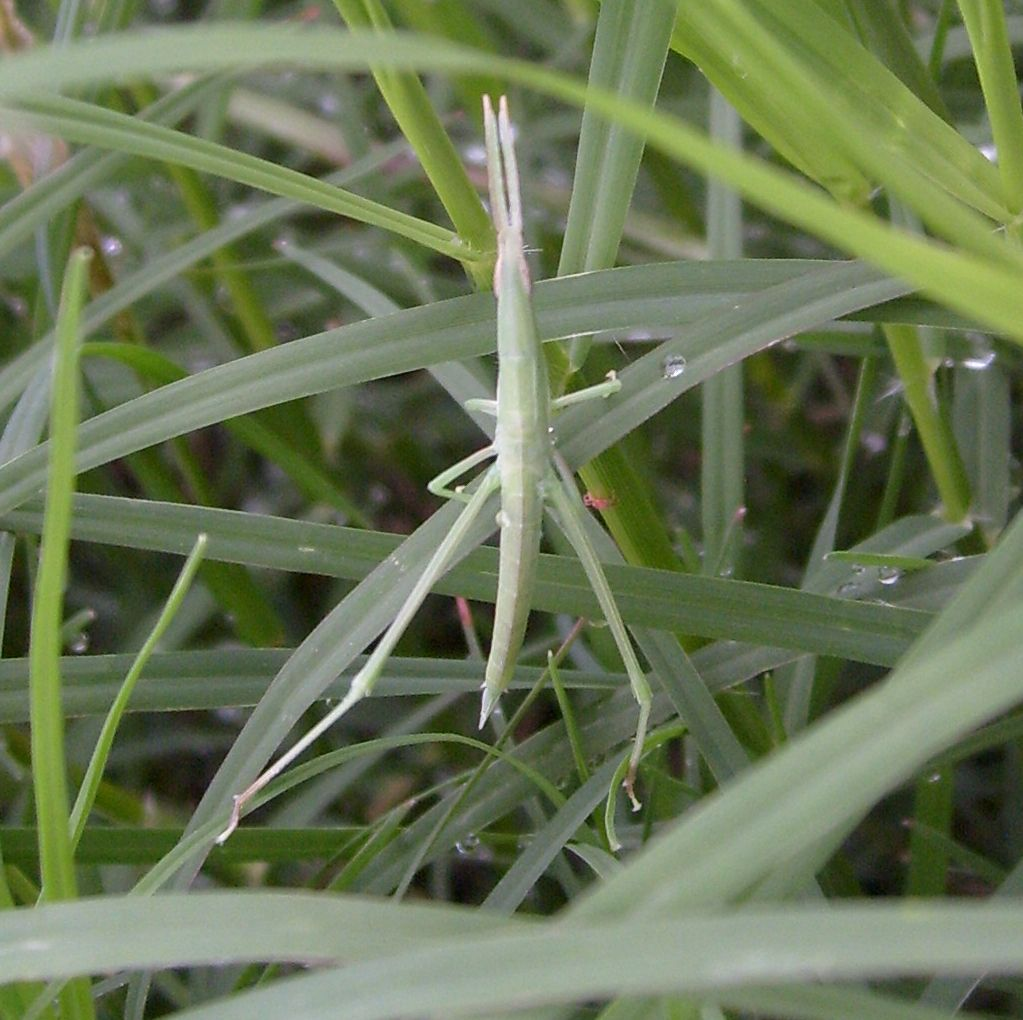
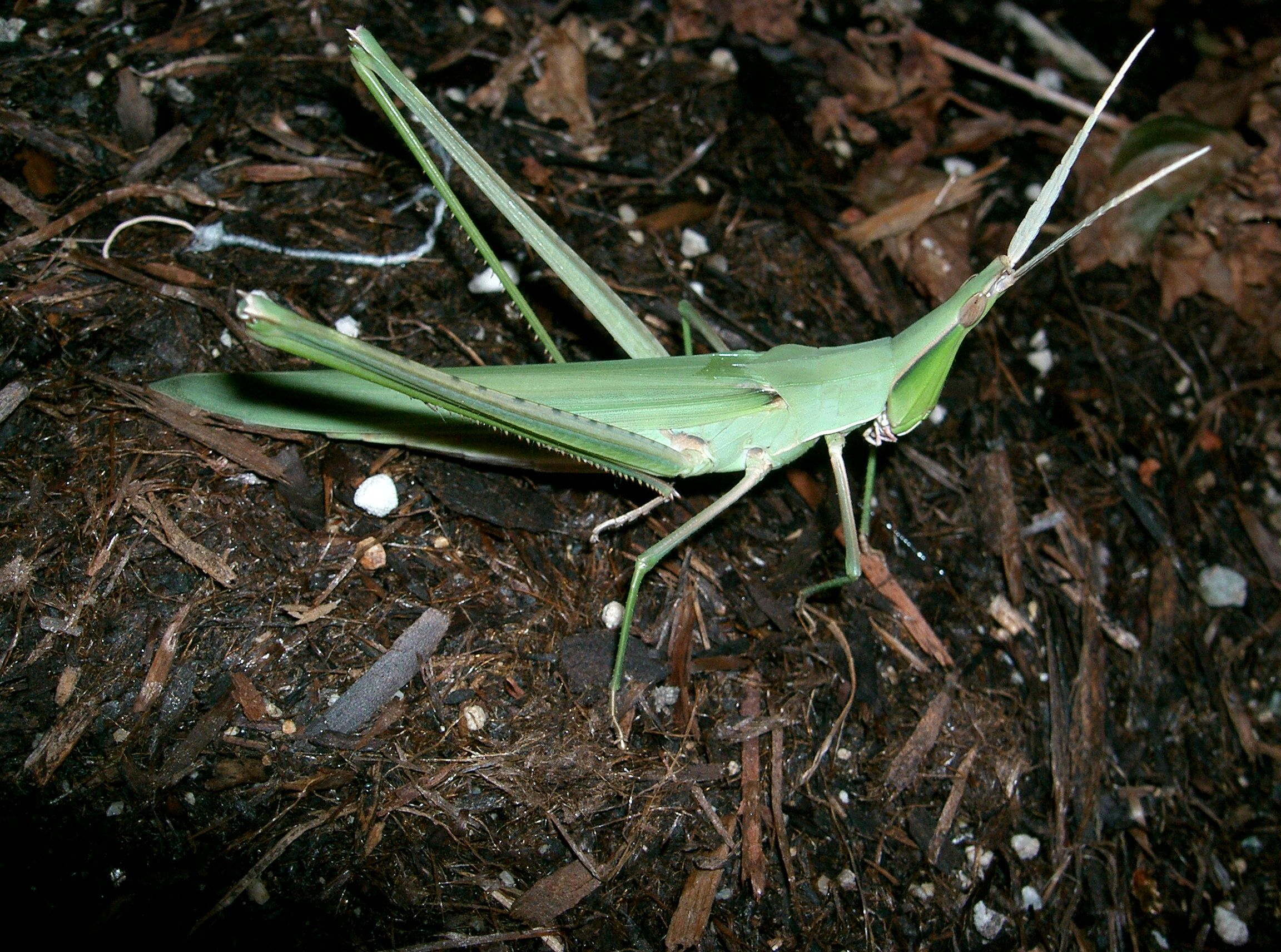
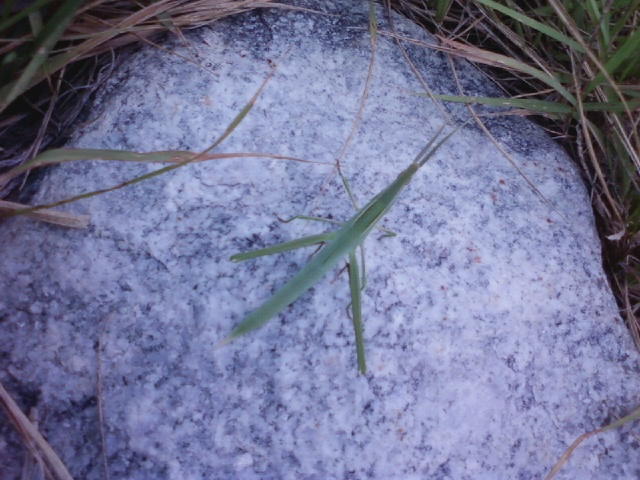

## Dottertaxa tillAcrida, i alfabetisk ordning[1]
- Acrida acuminata
- Acrida anatolica
- Acrida antennata
- Acrida bara
- Acrida bicolor
- Acrida cinerea
- Acrida confusa
- Acrida conica
- Acrida coronata
- Acrida crassicollis
- Acrida crida
- Acrida curticnema
- Acrida exaltata
- Acrida excentrica
- Acrida exota
- Acrida formosana
- Acrida fumata
- Acrida gigantea
- Acrida granulata
- Acrida gyarosi
- Acrida herbacea
- Acrida hsiai
- Acrida hungarica
- Acrida incallida
- Acrida kozlovi
- Acrida liangi
- Acrida lineata
- Acrida madecassa
- Acrida maxima
- Acrida montana
- Acrida oxycephala
- Acrida palaestina
- Acrida propinqua
- Acrida rufipes
- Acrida shanghaica
- Acrida subtilis
- Acrida sulphuripennis
- Acrida testacea
- Acrida tjiamuica
- Acrida turrita
- Acrida ungarica
- Acrida willemsei